# Derorthaea
Derorthaea là một chi bọ cánh cứng trong họ Chrysomelidae.
Chi này được Zhang, Sun & Zhang miêu tả khoa học năm 1994.

## Các loài
Chi này gồm các loài:
- Derorthaea curtiantenna Zhang, 1994